# 原圭二
原 圭二（はら けいじ、1903年 - 没年不詳）は、日本のノンフィクション作家。本名は、原計治。

## 略歴
長野県諏訪郡宮川村（現・茅野市）出身。長野県立諏訪中学校（現・長野県諏訪清陵高等学校・附属中学校）を経て、長野師範学校卒業。1941年『石油争奪世界戦』を執筆、上梓。

## 著書
- 『近代スパイ戦：防諜読本』六人社 1939年
- 『新兵器の驚異と科学戦』博文館 1940年
- 『石油争奪世界戦』 六人社 1941年

### 雑誌
- 新青年 第19巻第15号 博文館 1938年[1]
  - 時局百撰漫題
  - 日本の自給自足は可能か
  - 立体戦の新解釈
  - 戦地食の新発展
  - 日本にスパイが入りこんでいるか?
  - 軍人の俸給と戦時手当
  - 日本人口と動員可能率は?
  - 傷痍軍人のその後をどうする?
- 防空事情 第2巻第11号 大日本防空協会 1940年
  - 防空兵器の種々相